# Зібрання абхазьких царів
Зібрання абхазьких царів (груз. აფხაზთა მეფეთა დივანი, латиніз.: tr, часто перекладається як Хроніки абхазьких царів) — середньовічний документ грузинською мовою, що написаний наприкінці 10-го або початку 11-го століття. Дійшов до нас як копія 15 століття. Текст був вперше вивчений і опублікований грузинським вченим Еквтиме Такаїшвілі.
Зазвичай документ відноситься до першого царя всієї Грузії, Баграта III, який почав своє правління як абхазький цар у 978 році. Цей документ, можливо, був створений Багратом, представником нової династії Багратіоні, на підтримку його прав на абхазький престол.
Зібрання перераховує 22 абхазьких правителів від Аноса до Баграта, і кожного з них називає «царем» (грузинською: мепе) (хоча до середини 780-х років вони функціонували як архонти під візантійським протекторатом). Текст надає інформацію про сімейні стосунки між цими правителями, а також про тривалість праління останніх 11 царів. Два царі династії Шавліані (878—887) пропущені, ймовірно, тому, що вони вважалися узурпаторами.
Нижче наведені імена царів в оригінальній транслітерації. Дати наведені за Кирилом Тумановим та іншими сучасними вченими.
- Анос (ანოს) (р. 510—530)
- Гозар (ღოზარ) (c. 530—550)
- Іствін (ისტვინე) (близько 550—580)
- Фініктіос (ფინიქტიოს) (c. 580—610)
- Бірнуцій (ბარნუკ) (бл. 610—640)
- Димитрій I (დემეტრე) (ок. 640—660)
- Феодосій I (თეოდოს) (бл. 660—680)
- Костянтин I (კონსტანტინე) (c. 680—710)
- Теодор (თეოდორ) (близько 710—730)
- Костянтин II (კონსტანტინე) (c. 730—745)
- Леон I (ლეონ) (c. 745—767)
- Леон II (ლეონ) (c. 767—811)
- Феодосій II (თეოდოს) (c. 811—837)
- Димитрій II (დემეტრე) (c. 837—872)
- Георгій I (გიორგი) (c. 872—878)
- Баграт I (ბაგრატ) (близько 887—898)
- Костянтин III (კონსტანტინე) (c. 898—916)
- Георгій II (გიორგი) (c. 916—960)
- Леон III (ლეონ) (c. 960—969)
- Димитрія III (დემეტრე) (c. 969—976)
- Феодосій III (თეოდოსი) (c. 976—978)
- Баграт III (ბაგრატ) (978—1014)